# Pseudophilautus silvaticus
Espèce
Synonymes
- Philautus silvaticus Manamendra-Arachchi & Pethiyagoda, 2005

Statut de conservation UICN

 EN B1ab(iii)+2ab(iii) : En danger
Pseudophilautus silvaticus est une espèce d'amphibiens de la famille des Rhacophoridae.

## Répartition
Cette espèce est endémique du Sri Lanka. Elle se rencontre dans la réserve forestière de Sinharâja entre 510 et 1 270 m d'altitude,.

## Description
Pseudophilautus silvaticus mesure de 24 à 32 mm. Cette espèce a la face dorsale brun gris taché de noir. Ses flancs sont gris-brun dans la partie supérieure s'éclaircissant dans la partie inférieure. Sa face ventrale est gris pâle.

## Étymologie
Son nom d'espèce, du latin silvaticus, « forestier », lui a été donné en référence à son habitat.

## Publication originale
- Manamendra-Arachchi & Pethiyagoda, 2005 : The Sri Lankan shrub-frogs of the genus Philautus Gistel, 1848 (Ranidae: Rhacophorinae), with description of 27 new species. The Raffles Bulletin of Zoology, Supplement Series, no 12, p. 163-303 (texte intégral).